# Philippe Frey
Pour les articles homonymes, voir Frey.
Philippe Frey, né le 23 février 1958 à Strasbourg (France), est un ethnologue, voyageur, aventurier et écrivain français, spécialiste des déserts et de leurs populations.

## Biographie

### Formation
Docteur en ethnologie, Philippe Frey est également expert vulgarisateur sur les déserts et les peuples qui y vivent, il a enseigné également dans les universités de Strasbourg et Mulhouse.
Il est l'auteur d'une vingtaine d'ouvrages, dont certains sont traduits en allemand et en italien.

### Explorateur
Philippe Frey a traversé les plus grands déserts de chaque continent,,à pied et/ou à dos de chameau, de dromadaire ou de cheval.

## Œuvres

### Ouvrages
- Nomade blanc. Robert Laffont. (1992), Grand Prix Jules Verne 1992 décerné par l'Académie de Bretagne et des Pays de la Loire.
- Kalahari - désert rouge. Robert Laffont. (1993)
- Le Scorpion d'orient. Robert Laffont (1998)
- America déserta. Robert Laffont (1999)
- Le Chevalier Songhaï. Robert Laffont (2000)

- Prix Louis-Barthou 2001 de l'Académie Française
- La Longue Traversée. Bilboquet (2002)
- Le Désert - coffret GEO France. (2002)
- Le Testament de Sable. Desmaret (2003)
- Survivre au Kalahari. Belin (2004)
- Tibesti. Alain Sèbe (2005)
- Le Désert - Collection Idées Reçues. (2006)
- Nomades : Rencontres avec les hommes du désert. Robert Laffont (2006)
- Le Dernier Tartare. Fayard (2007)
- 50° Déserts brûlants. Robert Laffont (2007)

- Prix Jean-Sainteny 2007 de l’Académie des sciences morales et politiques
- Le Roman du désert. Le Rocher (2008)
- Le désert des prophètes. Koutoubia (2009)
- Caravanes. JC Lattês (2010)
- le Petit Roman du Désert. Le Rocher (2011)
- Passion désert. Arthaud (2013)
- Peuples du désert: survivre face à l'extrême. Arthaud (2017)

### Documentaires
- L'homme du désert. La Cinq. 26 min
- Nomade blanc. France 3. 52 min
- Rajasthan. Production Canal + / Ellipse- Programme. 26 min
- Le marcheur des déserts. Production Ellipse- Programme. 52 min
- Cirque du soleil. Production canadienne du cirque du soleil. 45 min
- Désert Afar / Le marcheur des déserts. Production Anne Barrère / Editel pour TF1. 52 min
- Désert de Namib / Le marcheur des déserts. Production Anne Barrère / Editel pour France 5. 52 min
- Peuples de l'Omo / Au bout du Monde. Production Frey/ Yilmaz pour France 3. 52 min.
- la Caravane noire / Au bout du Monde. Production Frey / Yilmaz. 52 min.
- Exploration namibienne. Production Gedeon programme. 52 min pour la chaîne Voyage